# Palicourea tubuliflora
Palicourea tubuliflora là một loài thực vật có hoa trong họ Thiến thảo. Loài này được Dwyer mô tả khoa học đầu tiên năm 1980.